# Albert Ballewski

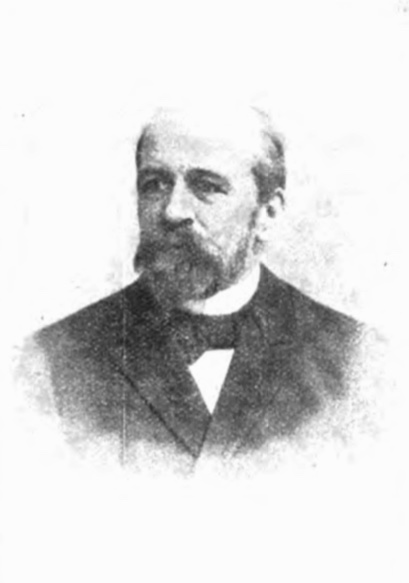
Albert Ballewski

Albert Ballewski (* 4. Februar 1843 in Marienwerder; † 14. März 1909 in Magdeburg) war ein deutscher Ingenieur und Gründer des Deutschen Privatbeamten-Vereins.

## Leben
Er wurde als Sohn des Landwirts Jacob Ballewski geboren und besuchte in seiner Geburtsstadt das Gymnasium. Ballewski absolvierte eine kaufmännische Lehre. Schon in seiner Lehrzeit hatte seine Ausbildung Bezug zum Maschinenbau. Im Anschluss wurde er in Elbing als Kalkulator in den Schichau-Werken angestellt. Nach neun Jahren wechselte er dann nach Buckau bei Magdeburg zur Maschinenfabrik R. Wolf.
Auch dort war er als Kalkulator tätig. Er führte im Unternehmen ein geordnetes Lohn-, Akkord- und Kalkulationswesen ein. Die mit der Industrialisierung komplexer werdenden Produktionsabläufe brachten erhebliche neue Anforderungen an die betrieblichen Kalkulationen mit sich. Ballewski war später mit Angelegenheiten des Außendienstes betraut, verantwortete Ausstellungen und vertrat die Maschinenfabrik R. Wolf in Vereinen. So wurde er auch Mitglied des deutschen Vereins für Ton-, Zement- und Kalkindustrie e.V., für den er im Maschinenprüfungsausschuss und als Kassenprüfer tätig war.
Für die Maschinenfabrik R. Wolf war er 30 Jahre bis 1903 tätig. Es schloss sich noch eine Tätigkeit als vereidigter technischer Sachverständiger und Taxator an.
Ballewski engagierte sich besonders für Versorgungsfragen von Angestellten und ihren Familien. Schon in den 1870er-Jahren trat er mit Vorschlägen für sozialpolitische Gesetze hervor. Anregungen wie die Einbeziehung der Post bei der Annahme von Beiträgen und Auszahlung der Renten und die Einführung von Schiedsgerichten fanden sich in Gesetzen dann auch tatsächlich wieder. Die von Ballewski besonders angemahnte Einbeziehung von Witwen und Waisen in die Versorgung blieb jedoch unberücksichtigt. Um die Versorgung selbst zu lösen, gründete er 1882 den Deutschen Privatbeamten-Verein, der in der Zeit um die Jahrhundertwende 25.000 Mitglieder hatte. Es folgte die Gründung verschiedener Versorgungskassen wie der Privatbeamten-Pensionskasse, der Privatbeamten-Witwenkasse sowie Begräbniskassen. Außerdem gründete er zur Unterstützung von Waisen von Privatbeamten die Kaiser-Wilhelm-Waisenstiftung. Er war auch Mitglied des Vereins Deutscher Ingenieure (VDI) und des Magdeburger Bezirksvereins des VDI.
Ballewski trat auch als Autor von Fachliteratur insbesondere zu Themen der Kalkulation in Industriebetrieben, vor allem des Maschinenbaus hervor. Sein 1905 verfasstes Werk Der Fabrikbetrieb erschien in mehreren Auflagen und wurde auch nach seinem Tode fortgeführt. Darüber hinaus veröffentlichte er jedoch auch Aufsätze zu lokalen Themen und äußerte sich insbesondere zur Anlage städtischer Parks in Magdeburg, wie dem Rotehornpark, dem Herrenkrugpark und dem Wilhelmsgarten. Ballewski war auch Herausgeber des ersten industriellen Adressbuchs.

## Veröffentlichungen (Auswahl)
- Die Kalkulation
- Der Fabrikbetrieb. Praktische Anleitungen zur Anlage und Verwaltung von Maschinenfabriken und ähnlichen Betrieben sowie zur Kalkulation und Lohnverrechnung., Verlag von Julius Springer, Berlin, 1905; 3., verm. u. verb. Auflage 1919